# Bacino ceramico

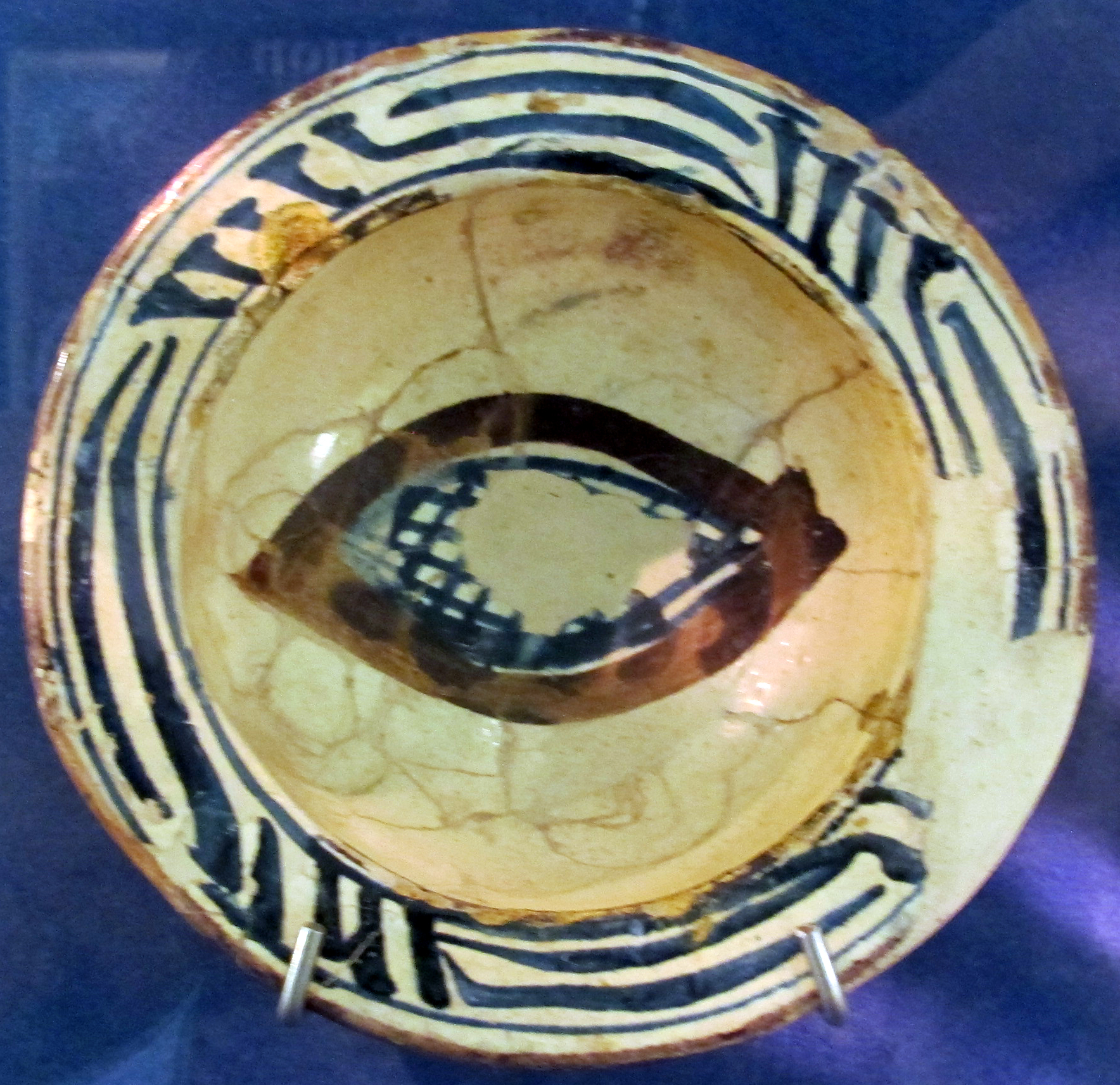
Bacino ceramico proveniente dalla facciata del duomo di San Miniato

Il bacino ceramico è un elemento architettonico decorativo usato sulle superfici esterne di edifici soprattutto religiosi cristiani ed islamici, ma anche civili, consistente in un recipiente in ceramica invetriata o smaltata (maiolica). Con questo termine si identificano oggetti ceramici come catini, piatti, ciotole, scodelle, ecc. di varie dimensioni fabbricati per un uso inizialmente differente da quello architettonico.
Non rientrano quindi nella definizione di bacino ceramico quegli elementi specificamente realizzati per essere inseriti come decorazione architettonica e che hanno l'invetriatura solo nella parte che resta visibile e sono dotati di un'appendice che viene fissata nella malta della muratura.
I bacini ceramici sono presenti in edifici sulle coste del Mediterraneo fino al Vicino Oriente.
La parola "bacino" accompagnata dall'aggettivo "ceramico" o "architettonico" è in uso fin dal secolo XVIII. Il termine italiano (in generale al plurale) viene utilizzato in architettura anche in altre lingue.

## Storia
Nel Medioevo gli edifici venivano abbelliti all'esterno con elementi in pietra, intonaco ed affreschi, ma l'arrivo dall'Oriente attorno al X secolo di piatti e ciotole di ceramica smaltata e colorata consentì una innovazione in tale decorazione garantendo un aspetto visivo di insieme di superficie lucida che determinava un elemento di rottura con la parete opaca di mattoni o pietra.
In particolare i bacini vennero usati nelle architetture religiose cristiane in Europa, ma anche in edifici civili pubblici, come la Torre civica e Porta Nuova a Pavia ed anche privati come Casa Baccinelli a San Gimignano.
L'impiego dei bacini ceramici iniziò attorno al X e durò fino al XV secolo scomparendo successivamente con qualche eccezione rara. Infatti a Pisa nei secoli XVI e XVII in lavori di ristrutturazione stilistica alcuni bacini furono eliminati e le cavità livellate. 
Alcune chiese, specialmente a Pisa, sono stati veri e propri musei di questo tipo di ceramiche, che ora sono raccolte, al chiuso (in particolare nel Museo nazionale di San Matteo di Pisa) per la loro miglior conservazione e protezione dagli agenti atmosferici.

## Tecnica

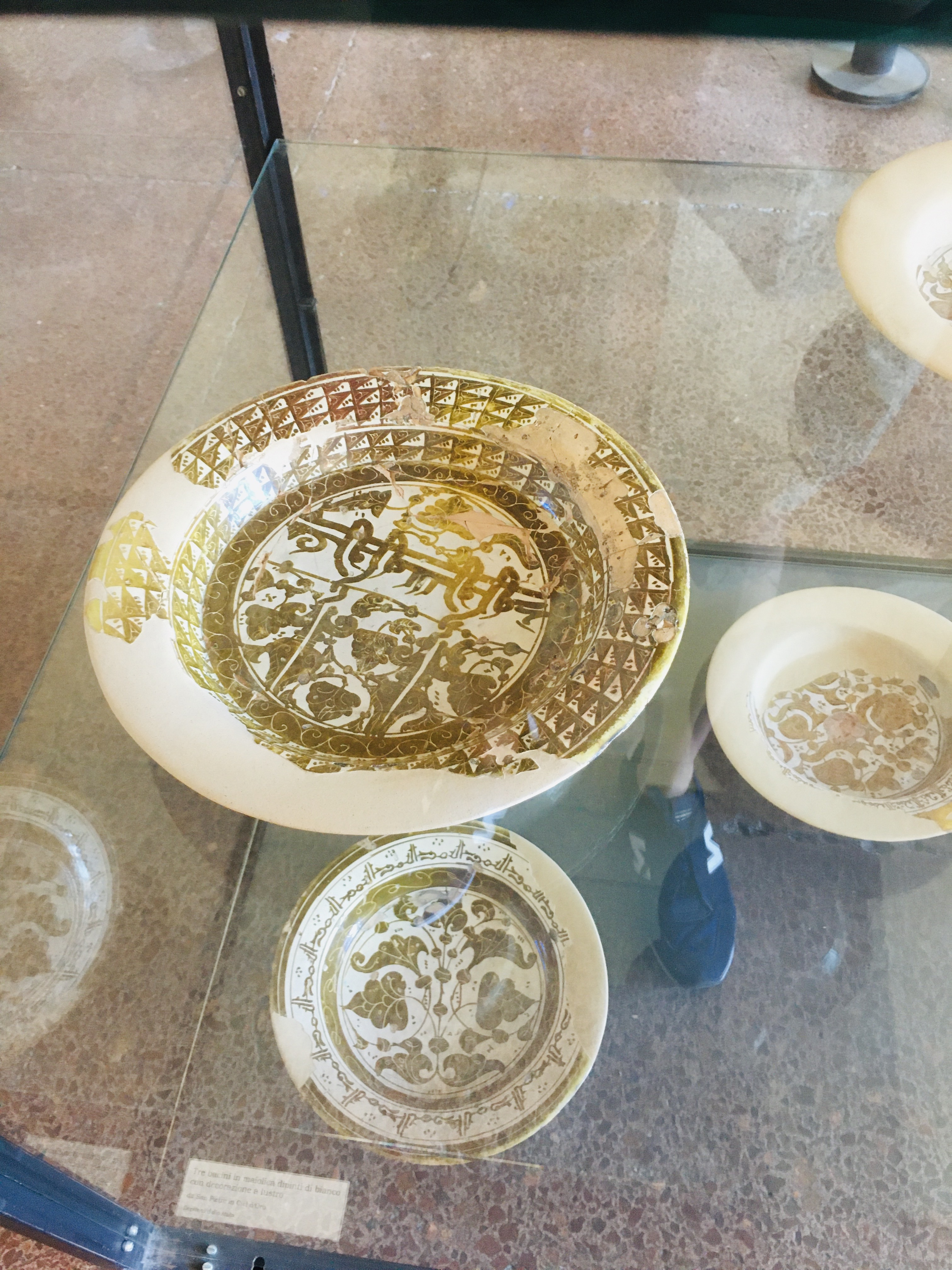
Alcuni bacini islamici provenienti da chiese di Pavia (XI- XII secolo), Pavia, musei Civici

I bacini ceramici venivano inseriti nelle facciate con due modalità: in corso di esecuzione dell'opera, quando la loro presenza veniva prevista in fase di progetto, realizzando appositi alloggiamenti e sagomando doverosamente la pietra o il laterizio per accogliere il bacino, oppure a facciata già costruita tramite uno scasso con rottura del paramento tale da consentire l'inclusione del bacino.
I bacini ceramici svolgono solo una funzione estetica e fu la disponibilità di piatti e ciotole a colori, in assenza delle tecniche di fabbricazione in loco, che permise il loro impiego decorativo. I molti bacini studiati a Pisa, datati tra l'inizio del X e la fine dell'XI secolo, hanno provenienza per il 90% dalle zone occidentali dei paesi islamici (Nordafrica, Spagna, Baleari) mentre il restante 10% ha origine egiziana.
Sui motivi che hanno spinto alla loro adozione sono state avanzate tre ipotesi:
- la prima, avanzata dal Ballardini,[8] vede i bacini con funzione decorativa che si innesta su precedenti tradizioni di uso più antico;
- la seconda ipotesi[9] individua i bacini ceramici (almeno quelli usati a Pisa) tra le prede di guerra messe in evidenza sulle facciate delle chiese a dimostrazione della supremazia sul nemico "infedele". I Pisani, infatti, con il bottino della razzia di Mahdia del 1087, costruirono la chiesa di San Sisto decorandone la facciata con numerosi bacini.[10][11]
- la terza ipotesi parte da pure considerazioni estetiche legate al gusto ed alla scelta cromatica associata ad una disponibilità di questi prodotti, grazie agli scambi con mondo musulmano, a prezzi più convenienti rispetto al marmo ed altre pietre.[12]

## Localizzazione geografica dei bacini

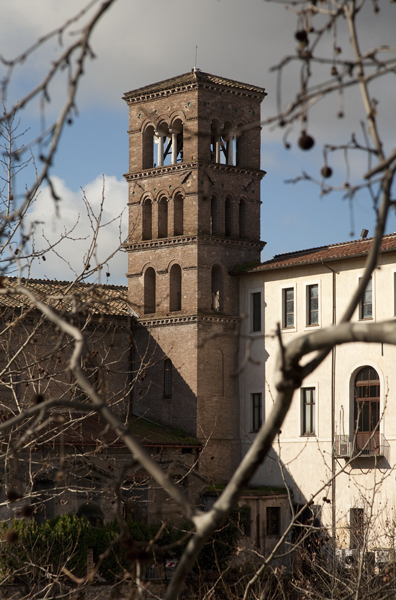
Campanile della Basilica di San Bartolomeo all'Isola - Roma

### I bacini in Italia
In Italia sono noti almeno trecento edifici medievali, decorati con bacini ceramici, per un totale di circa seimilacinquecento pezzi. Circa la metà di essi sono ancora in situ mentre l'altra metà è conservata in musei.
La presenza di bacini ceramici si concentra soprattutto nel centro-nord Italia con Pisa in testa seguita da Roma, Pavia e Bologna.

### I bacini nel Mediterraneo
Sono presenti bacini decorativi su edifici a Siviglia, a Saragozza, a Teruel e Calatayud in Spagna; in Francia meridionale (per es. sulla facciata della Maison Romane - Municipio della Città Vecchia - a Saint-Antonin-Noble-Val) ed in Corsica (che rientra però nel contesto architettonico toscano e ligure). Anche sulla costa orientale dell'Adriatico sono presenti decorazioni a bacini a Zara e Traù. In Grecia è sto constatato un uso notevole specialmente attorno ad Atene e nel Peloponneso, con presenza anche nelle isole di Rodi e Creta. L'Anatolia ha qualche esempio così come la Georgia.

## Principali edifici ornati con bacini in Italia
In Toscana sono presenti oltre 60 edifici ad essi vanno aggiunti quelli presenti in Corsica (11) ed in Sardegna (oltre 50). In Lazio sono stati contati circa 50 edifici. Pavia, Milano, Ferrara, Ravenna, Genova, Lucca, Sassari ed Ascoli Piceno hanno da 4 a 10 edifici con bacini.
- Lombardia
  - Pavia
    - San Michele (XI - XII secolo)[14]
    - Santa Maria maggiore di Lomello (XI secolo)
    - San Lanfranco (XIII secolo)
    - San Teodoro (XII secolo)
    - Santa Maria in Betlem (XII secolo)[15]
    - San Pietro in Ciel d'Oro (XII secolo)[15]
    - San Primo (XII secolo)[14]
    - San Lazzaro (XIII secolo)[15]
    - Santa Maria del Popolo. Già cattedrale invernale venne riedificata nel secolo XII e demolita nel 1488 per fare posto al Duomo. Ne resta solo la cripta sotto il Duomo stesso.[16][17]
    - Porta nuova[14]
    - Torre civica[18]
    - Chiesa di San Giorgio di Arena Po (XII secolo)[14]
    - Oratorio di Lago de' Porzi di Albaredo Arnaboldi (XIII secolo)[14]

- - Milano
    - Abbazia di Morimondo (XII secolo)
    - San Simpliciano (XI – XIII secolo)
    - Sant'Ambrogio (XI secolo)
    - Santa Maria Rossa (XII Secolo)

- Emilia-Romagna
  - Bologna
    - Santo Sepolcro nel complesso di Santo Stefano (XI Secolo)

  - Codigoro
    - Abbazia di Pomposa (XI secolo)

  - Ferrara
    - San Bartolomeo (XIII secolo)

- Umbria
  - Assisi - Loggia della casa dei maestri comacini (XII secolo)
  - Narni - Concattedrale di San Giovenale - campanile
  - Terni - San Francesco - campanile

- Marche
  - Pesaro
    - Duomo (XII secolo)

  - Ascoli Piceno
    - San Tommaso (XIII secolo)
    - San Giacomo (XIII secolo)
    - San Pietro in Castello (XII - XV secolo)
    - Santa Maria delle Donne (XIII secolo)
    - Sant'Angelo Magno (XIII secolo)
    - San Venanzio (XIII secolo)

  - Tolentino
    - S. Nicola – chiostro (XIV secol0

- Toscana

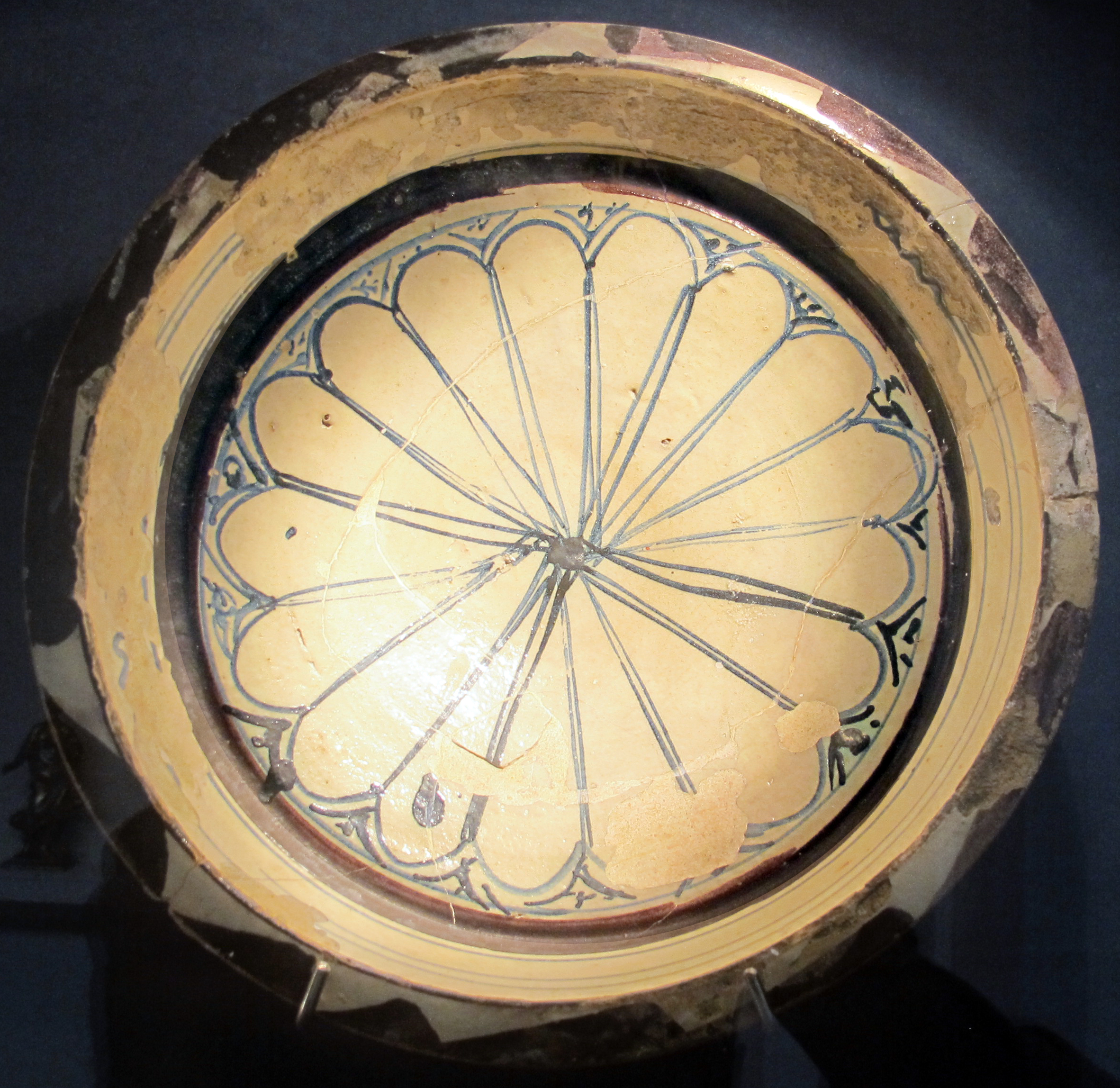
Bacino ceramico proveniente dalla facciata del duomo di San Miniato

  - San Cassiano (Bagni di Lucca)        Pieve di San Cassiano di Controne
  - San Pietro di Marcignana (Empoli) (XII secolo)
  - Duomo di San Miniato (XII Secolo)
  - Pisa
    - San Piero a Grado (X secolo)
    - San Martino (XI - XIV secolo)
    - Chiesa di San Sisto (XI Secolo)
    - San Zeno (XI secolo)
    - Santa Cecilia (XII secolo)
    - Sant'Andrea Forisportam (XII secolo))

- Lazio
  - Roma
    - Abbazia delle Tre Fontane (XII secolo)
    - Santi Giovanni e Paolo - campanile (XI secolo)
    - San Bartolomeo all'Isola - campanile (XI secolo)
    - San Lorenzo fuori le mura (IV- VI - XIII secolo)
    - Basilica di San Marco Evangelista al Campidoglio - Campanile (XII Secolo)
    - Santa Croce in Gerusalemme (IV - XII secolo)
    - Basilica di Santa Francesca Romana nota anche come Santa Maria Nova (XII secolo)
    - Santa Prassede - campanile (XII Secolo)
    - Sant'Eustachio (XI secolo)
    - San Giovanni a Porta Latina (IV - XI - XIII secolo)
    - San Lorenzo in piscibus (XII secolo)
    - Santa Maria della Luce - campanile (XII secolo)
    - Sant'Agata dei Goti
    - oratorio di San Silvestro ai Santi Quattro Coronati (XIII secolo)
    - Ospedale e portico della Basilica di San Giovanni in Laterano (XII secolo)

- Sardegna
  - San Nicola di Sassari (XII - XIII secolo) – campanile nel quale sono collocati alloggi per oltre sessanta bacini, molti dei quali ancora in loco[19]
  - Sempre a Sassari, la chiesa tardoduecentesca di Santa Barbara di Innoviu
  - Villamar - San Giovanni Battista
  - Ottana - Chiesa di San Nicola (XII secolo)
  - Semestene Chiesa di San Nicola di Trullas[20]
  - Barumini San Giovanni di (XIII secolo)

- Altre chiese in Italia
  - Abbazia di Santa Maria del Patire a Rossano in Calabria (XII secolo)
  - Basilica di San Giulio, campanile (XII secolo), Lago d'Orta, Piemonte.

## Studi sui bacini ceramici
Lo studio dei bacini ceramici iniziò negli anni '30 del Novecento con le opere del Ballardini, e solo a partire dal 1970 fu iniziato un censimento sistematico degli edifici e delle loro ceramiche.
Graziella Berti, archeologa italiana contribuì in maniera sostanziale alle ricerche sui bacini e sulle ceramiche pubblicando numerosi articoli alcuni dei quali con Ezio Tongiorgi specificamente dedicati alle ceramiche pisane.